# Висковатов Павло Олександрович
Павло Олександрович Висковатов (рос. Павел Александрович Висковатов; Висковатий; нар.6 грудня 1842 — пом.29 квітня 1905) — російський історик літератури, професор Дерптського університету (з 1874).
В статті «19 лютого 1861 р.» (1903) Висковатов згадував, як він брав участь у похороні Тараса Шевченка в Петербурзі та разом з іншими студентами ніс труну з тілом поета.

## Життєпис
Народився 6 грудня 1842 року в Петербурзі. Син військового історика, генерал-майора Олександра Васильовича Висковатова. Навчався в Петербурзькому університеті та Німеччині.
У 1866 році отримав ступінь доктора філософії в Лейпцигу за дисертацію про гуманіста Якоба Вімпфелінга.
З 1867 по 1871 роки знаходився з особливими дорученнями при генерал-фельдмаршалу князю Олександру Барятинському.
У 1873 році редагував газету «Русскій мір» і з того ж року стає професором російської словесності в Дерпті.
Написав лібрето до опери «Демон» Антона Рубінштейна за однойменною поемою Лермонтова, поставленою у Маріїнському театрі в 1875 році.
Був директором гімназії в Петербурзі.